# Waterstofpolonide
Waterstofpolonide of poloniumhydride is een verbinding van polonium en waterstof, met als brutoformule H2Po. De stof komt voor als een hoog-radioactieve vloeistof. Het is qua structuur verwant aan de andere waterstofverbindingen uit de zuurstofgroep.
De stof is bij kamertemperatuur chemisch erg onstabiel (valt uiteen in polonium en waterstof) en moet daarom onder diepvriestemperatuur bewaard worden.

## Synthese
In tegenstelling tot waterstofsulfide kan waterstofpolonide niet rechtstreeks uit de samenstellende elementen bereid worden. Elementair polonium moet met behulp van magnesium in verdund zoutzuur gereduceerd worden.